# Magical Pride Party
Magical Pride Party (дослівно — магічна вечірка-прайд) — офіційне святкування ЛГБТ-прайду, яке відбулося в Діснейленді, Париж, 1 червня 2019 року. Це перший спонсорований Діснеєм день геїв.

## Події

### 2019 - Magical Pride: Celebrating Diversity
Приватна вечірка, що проходила 1 червня між 20:00 та 02:00, включала доступ до вибору атракціонів, зустрічі персонажів Діснея та привітань, «Чарівний парад різноманітності», ді-джеїв, виступів у прямому ефірі з «Театром караоке», а також тематичні місця для фотографій. Розваги включали виступи гурту Years & Years (фронтменом якого є Оллі Олександр), Бой Джорджа, а також виступи відомих фанатів ЛГБТ, таких як Corine та Sindykatz.

### 2020 - Disneyland Paris Pride: A Magical Celebration of Diversity
Вечірка 2020 року відбудеться в Парку Діснейленду 6 червня 2020  з 20:00 до 2:00 ранку. Вперше святкування відбудется в Замку. 
На заході будуть представлені живі виступи, танцювальні вечірки, повернення «Магічного різноманітного параду», Діснеївські персонажі, які зустрічають та вітають, доступ до обраних фото зон та багато іншого.

## Реакція
Г'юго Мартін з Los Angeles Times написав, що подія «знаменує кардинальний зсув для найбільшого в світі оператора тематичних парків», зазначивши, що компанія Walt Disney раніше дозволяла незалежним групам проводити проведення заходів на ЛГБТ-тематику у своїх парках у США, Японії та Китаї, але самі вони ніколи не брали в цьому участь. Натан Тунна, консультант з подорожей, заявив, що він вірить, що в Діснейленд, який бере на себе організацію ЛГБТ-святкувань, щороку приїжджатиме більше людей з усієї Європи. Джейкоб Оглс із The Advocate, висловив думку, що подія ознаменувала ще один крок у розвитку сприйняття, компанією Волта Діснея своїх ЛГБТ-шанувальників. Багато консервативних організацій, які раніше критикували компанію Волта Діснея за її дії, що демонстрували позитивне ставлення до ЛГБТ, цього разу промовчали.